# Maestri comacini
Les maestri comacini sont une corporation itinérante de constructeurs, de maçons, de sculpteurs et d'artistes italiens actifs à partir du VIIe – VIIIe siècle. Ces artistes anonymes furent parmi les premiers maîtres du roman lombard et exportèrent leur art partout en Europe.

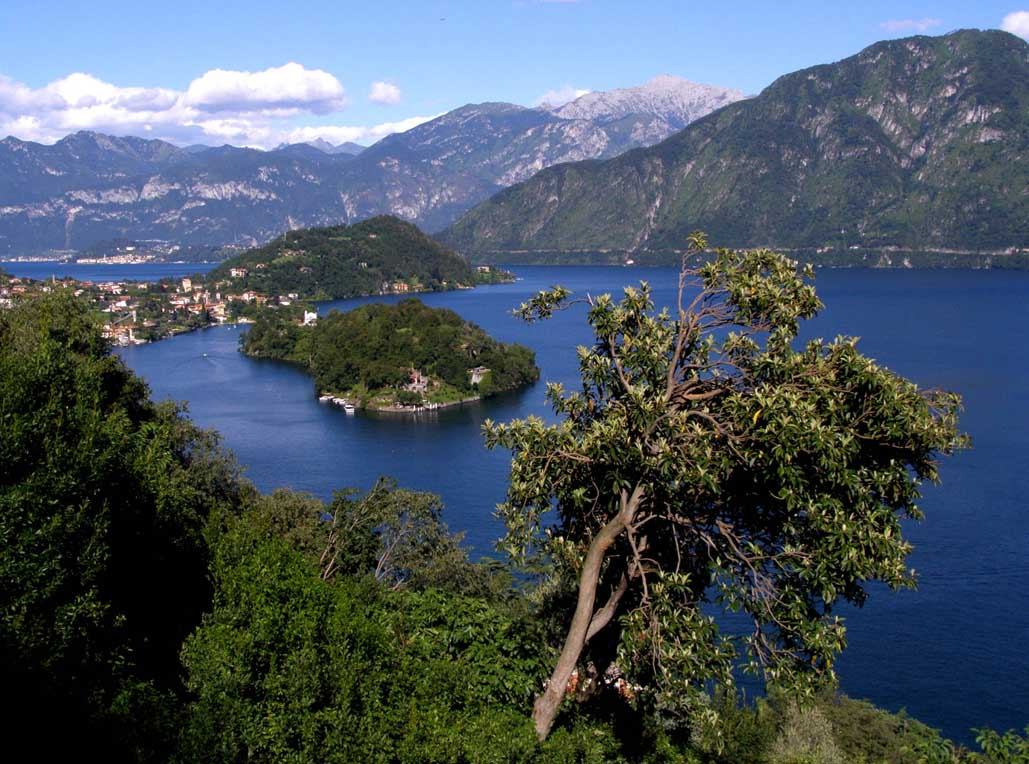
L'île Comacina.

## Origine
Avec comme centre géographique l'île Comacina, leur zone d'origine rayonne entre le lac de Côme, le canton du Tessin et plus généralement la Lombardie. Puis au cours des siècles, il s'agira de la plus grande et durable migration de masse de spécialistes que l'histoire rappelle.

## Étymologie
Probablement le nom de comacini dérive de Côme, lieu d'origine de ces maîtres, tout comme l'Itinéraire d'Antonin qui mentionnait déjà cet adjectif en référence au lac de Côme. D'autres lui préfèrent l'origine de cum machinis o cum macinis se référant aux outils que ses artisans utilisaient dans la construction de leurs œuvres.

## Chronologie

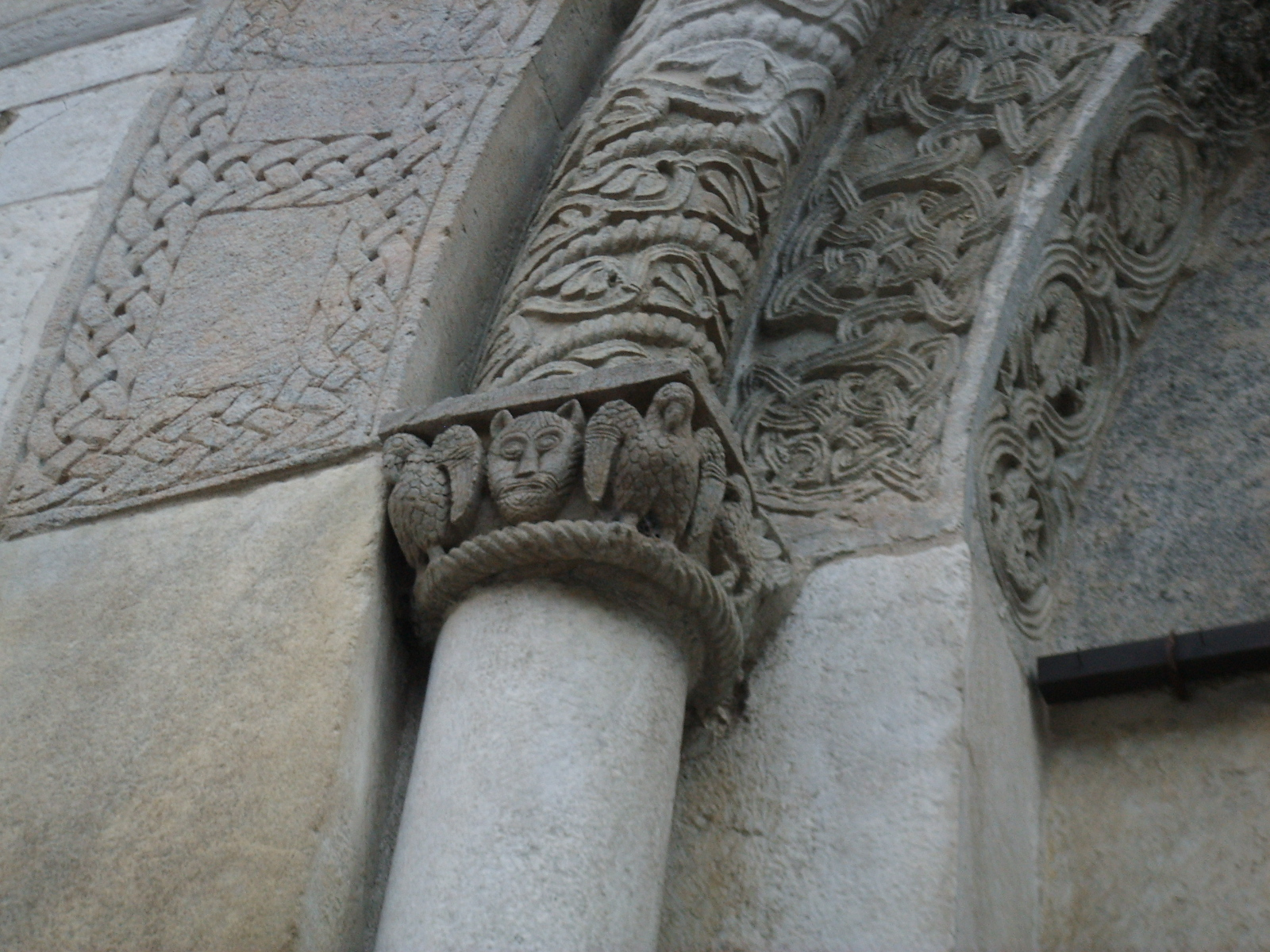
Détails de la façade de Sant'Abbondio à Côme.

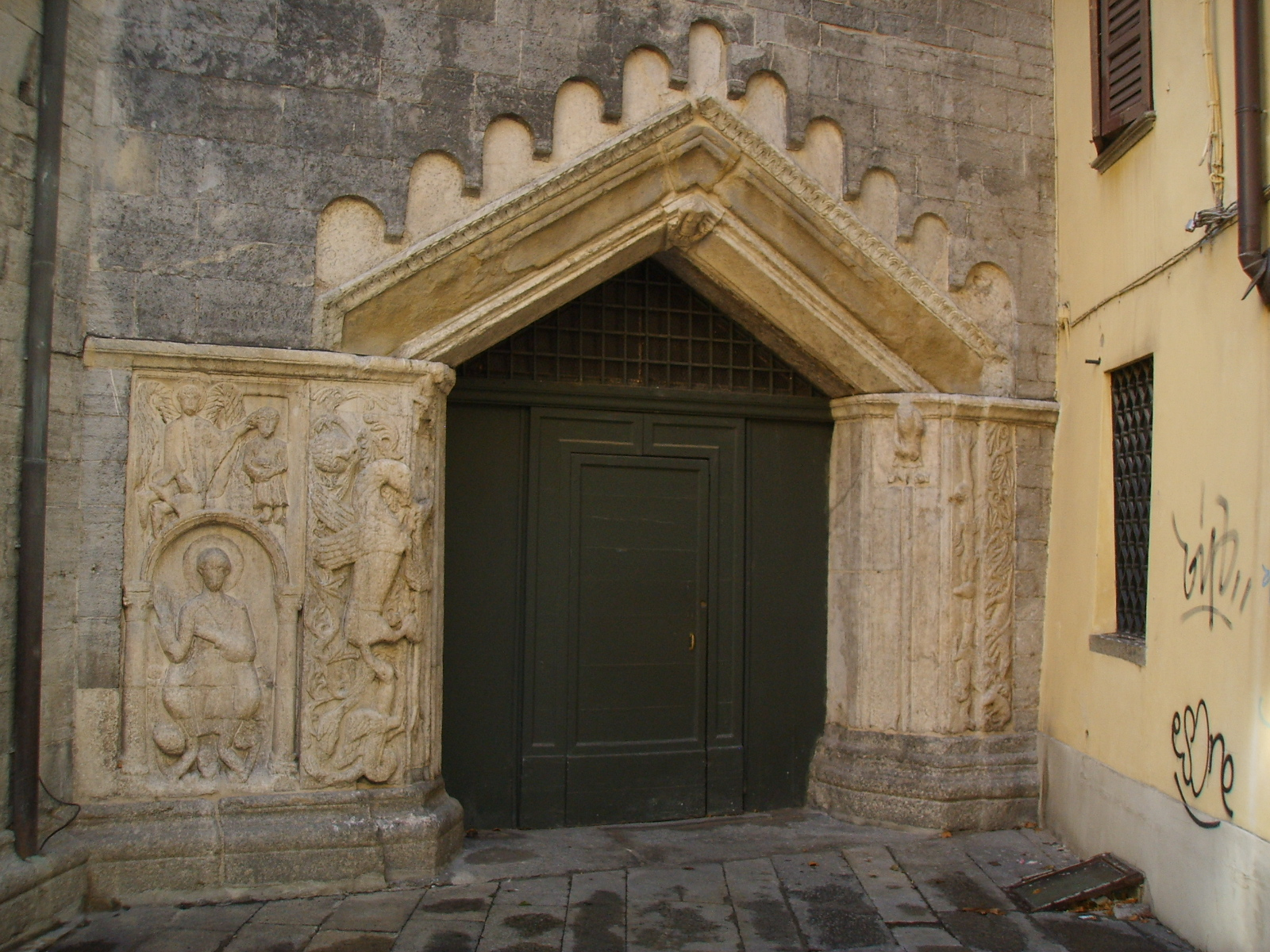
Ornementation caractéristique. San Fedele, Côme.

Déjà, à l'époque du haut Moyen Âge, la population locale du lac de Côme au contact de riches zones forestières (châtaigneraies) et de différents types de roches comme le calcaire de Moltrasio, la dolomie, le marbre d'Olgiasca ... devait, sans doute, se spécialiser dans l'art d'extraire la pierre et le façonnage des matériaux de construction.
Au VIIe siècle, l'Édit de Rothari, roi des Lombards, leur accorde des privilèges juridiques à caractère territorial devenant, vraisemblablement, la main d'œuvre officielle du royaume lombard. L'Édit du roi lombard Liutprand du 28 février 713 rapporte, aussi leur entreprise, dans un appendice nommé un memoratorium de mercedibus commacinorum, véritable devis technique. Ces privilèges accordés aux commacini ont été favorisés, du moins au début, par des liens religieux : en effet le diocèse de Côme, au VIIe siècle, était administré par le Patriarcat d'Aquilée, fidèle au Scisma tricapitolino et ardemment soutenu par la reine Théodelinde. À l'époque carolingienne et ottonienne, la main d'œuvre des lacs se déplace de l'autre côté des Alpes. Au XIe et XIIe siècles, le premier âge roman de style lombard se diffuse en Europe.
Dans diverses parties de l'Italie et de l'Europe, les Comacini sont souvent reconnus juridiquement, outre les magistri Antelami (it) établis à Gênes au XIIe siècle, nous trouvons à Sienne une colonie d'ouvriers lombards au XVe siècle, pendant qu'en 1520 existait encore à Lucques l'Università dei muratori lombardi. La raison de leur succès résulte d'un mode opératoire basé sur la mobilité d'importantes colonies linguistiques (même dialecte), tous liés par des liens de parenté, capable d'offrir aux commanditaires un chantier clé en main, en un temps record ainsi qu'à un prix compétitif.
L'extérieur de la basilique de sant'Abondio, ainsi que le chœur de l'église San Fedele, à Côme, présentent une décoration sculpturale caractéristique de cette école faite de figures zoomorphes, monstres, griffons, rinceaux et frises aux motifs géométriques entrelacés.

## Sources
- (it)  Marco Lazzati, I maestri Comacini tra mito e storia, 2008.

- (it) Cet article est partiellement ou en totalité issu de l’article de Wikipédia en italien intitulé « Maestri comacini » (voir la liste des auteurs).